# Coppa di Svizzera 2014-2015 (hockey su pista)
La Coppa di Svizzera 2014-2015 è stata la 57ª edizione della Coppa di Svizzera di hockey su pista.

È stata organizzata dalla Federazione Svizzera di hockey su rotelle.

La competizione ha avuto inizio il 6 settembre 2014 ed è terminata il 10 maggio 2015 presso il Palazzetto dello Sport di Biasca.

Il trofeo è stato conquistato dal Montreux Hockey Club per la 16ª volta nella sua storia.

## Risultati

### Primo turno
| Squadra 1      | Squadra 2   | Risultato                               |
| -------------- | ----------- | --------------------------------------- |
| Langenthal     | Dornbirn    | Langenthal 6 settembre 2014 - ore 17:00 |
| Langenthal     | Dornbirn    | 5 - 7                                   |
| Thunerstern    | Pully       | Thun 6 settembre 2014 - ore 17:00       |
| Thunerstern    | Pully       | 6 - 1                                   |
| Uttigen Devils | Jet Ginevra | Uttigen 6 settembre 2014 - ore 17:15    |
| Uttigen Devils | Jet Ginevra | 5 - 4 (dts)                             |

### Ottavi di finale
| Squadra 1      | Squadra 2 | Risultato                                  |
| -------------- | --------- | ------------------------------------------ |
| Vordemwald     | Basilea   | Vordemwald 20 settembre 2014 - ore 18:00   |
| Vordemwald     | Basilea   | 1 - 4                                      |
| Berna          | Weil      | Berna 4 ottobre 2014 - ore 15:00           |
| Berna          | Weil      | 4 - 3                                      |
| Uttigen Devils | Uri       | Uttigen 4 ottobre 2014 - ore 17:15         |
| Uttigen Devils | Uri       | 5 - 4                                      |
| Wolfurt        | Montreux  | Wolfurt 4 ottobre 2014 - ore 18:00         |
| Wolfurt        | Montreux  | 2 - 7                                      |
| Thunerstern    | Ginevra   | Thun 4 ottobre 2014 - ore 19:00            |
| Thunerstern    | Ginevra   | 4 - 9                                      |
| Uttigen        | Wimmis    | Uttigen 4 ottobre 2014 - ore 20:15         |
| Uttigen        | Wimmis    | 5 - 2                                      |
| Dornbirn       | Ginevra   | Dornbirn 12 ottobre 2014 - ore 17:00       |
| Dornbirn       | Ginevra   | 4 - 4 (4-5 dtr)                            |
| Gipf-Oberfrick | Biasca    | Gipf-Oberfrick 9 novembre 2014 - ore 16:00 |
| Gipf-Oberfrick | Biasca    | 1 - 5                                      |

### Quarti di finale
| Squadra 1      | Squadra 2 | Risultato                            |
| -------------- | --------- | ------------------------------------ |
| Montreux       | Uttigen   | Montreux 9 novembre 2014 - ore 17:00 |
| Montreux       | Uttigen   | 8 - 0                                |
| Uttigen Devils | Basilea   | Uttigen 15 novembre 2014 - ore 17:30 |
| Uttigen Devils | Basilea   | 3 - 8                                |
| Berna          | Ginevra   | Berna 15 novembre 2014 - ore 18:00   |
| Berna          | Ginevra   | 2 - 6                                |
| Biasca         | Diessbach | Biasca 6 dicembre 2014 - ore 17:00   |
| Biasca         | Diessbach | 3 - 1                                |

### Final Four
Le Final Four della manifestazione si è tenuta nei giorni 9 e 10 maggio 2015 a Biasca.

#### Tabellone
|  | Semifinali | Semifinali | Semifinali |         |          | Finale   | Finale | Finale |  |
|  |            |            |            |         |          |          |        |        |  |
|  | Montreux   | Montreux   | 3          |         |          |          |        |        |  |
|  | Montreux   | Montreux   | 3          |         |          |          |        |        |  |
|  | Basilea    | Basilea    | 2          |         |          |          |        |        |  |
|  | Basilea    | Basilea    | 2          |         | Montreux | Montreux | 6      |        |  |
|  |            |            |            |         | Montreux | Montreux | 6      |        |  |
|  |            |            | Ginevra    | Ginevra | 3        |          |        |        |  |
|  | Ginevra    | Ginevra    | Ginevra    | Ginevra | 3        | 6        |        |        |  |
|  | Ginevra    | Ginevra    |            |         |          |          |        |        |  |
|  | Biasca     | Biasca     | 1          |         |          |          |        |        |  |

#### Semifinali
| Squadra 1 | Squadra 2 | Risultato                        |
| --------- | --------- | -------------------------------- |
| Montreux  | Basilea   | Biasca 9 maggio 2015 - ore 17:00 |
| Montreux  | Basilea   | 3 - 2 (dts)                      |
| Ginevra   | Biasca    | Biasca 9 maggio 2015 - ore 20:00 |
| Ginevra   | Biasca    | 2 - 3 d.t.s.                     |

#### Finale
| Squadra 1 | Squadra 2 | Risultato                         |
| --------- | --------- | --------------------------------- |
| Montreux  | Ginevra   | Biasca 10 maggio 2015 - ore 14:00 |
| Montreux  | Ginevra   | 6 - 3                             |

## Campioni
| Vincitore Coppa di Svizzera 2014-2015 |
| ------------------------------------- |
| Montreux Hockey Club 16º titolo       |